# Gold Against the Soul
Albums de Manic Street Preachers
Generation Terrorists
(1992) The Holy Bible
(1994)
Gold Against the Soul est le deuxième album du groupe gallois de rock alternatif Manic Street Preachers, publié le 14 juin 1993 par Columbia Records.

## Liste des chansons
Toutes les paroles sont écrites par Richey Edwards et Nicky Wire (en), toute la musique est composée par James Dean Bradfield et Sean Moore (en).
| No  | Titre                                  | Durée |
| --- | -------------------------------------- | ----- |
| 1.  | Sleepflower                            | 4:51  |
| 2.  | From Despair to Where                  | 3:34  |
| 3.  | La Tristesse Durera (Scream to a Sigh) | 4:13  |
| 4.  | Yourself                               | 4:11  |
| 5.  | Life Becoming a Landslide              | 4:14  |
| 6.  | Drug Drug Druggy                       | 3:26  |
| 7.  | Roses in the Hospital                  | 5:02  |
| 8.  | Nostalgic Pushead                      | 4:14  |
| 9.  | Symphony of Tourette                   | 3:31  |
| 10. | Gold Against the Soul                  | 5:34  |